# Талса Шок
«Талса Шок» (англ. Tulsa Shock) — американская профессиональная женская баскетбольная команда, выступавшая в Западной конференции женской национальной баскетбольной ассоциации (ЖНБА). Клуб базировался в городе Талса (штат Оклахома), свои домашние встречи проводил в «BOK-центре». Команда была основана в 1998 году под названием «Детройт Шок», однако в 2009 году была вынуждена переехать в Талсу. Наибольших успехов «Талса» добилась в сезоне 2015 года, когда клуб единственный раз в своей истории сумел выйти в плей-офф. В 2015 году команда была вынуждена переехать в город Арлингтон (штат Техас) и сменить не только название, но и франшизу на «Даллас Уингз».
За время существования клуба в нём выступали такие известные баскетболистки, как Шерил Свупс (первый трёхкратный самый ценный игрок ЖНБА), Марион Джонс, Скайлар Диггинс, Лиз Кэмбидж, Бетти Леннокс, Николь Пауэлл, Одисси Симс, Пленетт Пирсон, Кортни Пэрис, Кэндис Уиггинс и Рикуна Уильямс.

## История команды
За свою короткую историю клуб «Талса Шок» отыграл в лиге шесть сезонов, выступая под руководством четырёх разных главных тренеров. Первые пять сезонов «Талса» являлась одним из главных аутсайдеров лиги и лишь в сезоне 2015 года команда завершила чемпионат с результатом 18-16, заняв в итоге третье место и впервые в своей истории сумев выйти в плей-офф, где в двух матчах была просто уничтожена командой «Финикс Меркури» с общей разницей очков -57, однако он оказался для «Шок» последним. За время своих выступлений в лиге клуб одержал 59 побед и потерпел 145 поражений.
Ещё по ходу последнего сезона команды, 20 июля 2015 года, её главный владелец Билл Кэмерон шокировал не только болельщиков «Талсы», но и саму ЖНБА, объявив, что переведёт команду в Даллас. На следующий день другой владелец Стюарт Прайс подал иск против Кэмерона в неудачной попытке удержать команду в Талсе. 23 июля 2015 года владельцы лиги единогласно одобрили переезд клуба в Даллас-Форт-Уэрт. Последняя встреча регулярного чемпионата для «Шок» в «BOK-центре» состоялась 13 сентября против «Финикса», а последняя игра в плей-офф прошла 19 сентября против тех же «Меркури». Новой домашней ареной команды стал «Колледж-парк-центр» в Арлингтоне, также являющийся домашней ареной студенческой команды «УТ Арлингтон Маверикс». 2 ноября 2015 года название клуба было официально изменено на «Даллас Уингз». Название произошло от «летающей лошади», символа знаменитой компании «Мобил» на вершине исторического здания в центре Далласа. К тому же она очень похожа на талисман местной команды НБА «Даллас Маверикс».

## Протокол сезонов ЖНБА
| Сезон     | Конференция | Место     | Регулярный чемпионат | Регулярный чемпионат | Регулярный чемпионат | Плей-офф                                                   | Тренер                                       | Ссылки                                    |
| Сезон     | Конференция | Место     | Победы               | Поражения            | Процент              | Плей-офф                                                   | Тренер                                       | Ссылки                                    |
| Талса Шок | Талса Шок   | Талса Шок | Талса Шок            | Талса Шок            | Талса Шок            | Талса Шок                                                  | Талса Шок                                    | Талса Шок                                 |
| --------- | ----------- | --------- | -------------------- | -------------------- | -------------------- | ---------------------------------------------------------- | -------------------------------------------- | ----------------------------------------- |
| 2010      | Западная    | 6-е       | 6                    | 28                   | 17,6                 | Не квалифицировалась в плей-офф                            | Нолан Ричардсон                              | [ 4 ]                                     |
| 2011      | Западная    | 6-е       | 3                    | 31                   | 8,8                  | Не квалифицировалась в плей-офф                            | Нолан Ричардсон (1-10) Тереза Эдвардс (2-21) | [ 5 ]                                     |
| 2012      | Западная    | 5-е       | 9                    | 25                   | 26,5                 | Не квалифицировалась в плей-офф                            | Гэри Клоппенберг                             | [ 6 ]                                     |
| 2013      | Западная    | 6-е       | 11                   | 23                   | 32,4                 | Не квалифицировалась в плей-офф                            | Гэри Клоппенберг                             | [ 7 ]                                     |
| 2014      | Западная    | 6-е       | 12                   | 22                   | 35,3                 | Не квалифицировалась в плей-офф                            | Фред Уильямс                                 | [ 8 ]                                     |
| 2015      | Западная    | 3-е       | 18                   | 16                   | 52,9                 | Проиграла в полуфинале конференции «Меркури» со счётом 0:2 | Фред Уильямс                                 | [ 9 ]                                     |
| Регулярки | Регулярки   | Регулярки | 59                   | 145                  | 28,9                 | 0 титулов победителя Западной конференции                  | 0 титулов победителя Западной конференции    | 0 титулов победителя Западной конференции |
| Плей-офф  | Плей-офф    | Плей-офф  | 0                    | 2                    | 0,0                  | 0 титулов победителя турнира женской НБА                   | 0 титулов победителя турнира женской НБА     | 0 титулов победителя турнира женской НБА  |

## Статистика игроков
| Сезоны | Лучшие игроки команды по пяти главным статистическим показателям | Лучшие игроки команды по пяти главным статистическим показателям | Лучшие игроки команды по пяти главным статистическим показателям | Лучшие игроки команды по пяти главным статистическим показателям | Лучшие игроки команды по пяти главным статистическим показателям | Ссылки |
| Сезоны | PPG                                                              | RPG                                                              | APG                                                              | SPG                                                              | BPG                                                              | Ссылки |
| ------ | ---------------------------------------------------------------- | ---------------------------------------------------------------- | ---------------------------------------------------------------- | ---------------------------------------------------------------- | ---------------------------------------------------------------- | ------ |
| 2010   | Айвори Латта (12,4)                                              | Шанти Блэк (6,5)                                                 | Айвори Латта (3,9)                                               | Шоланда Доррелл (1,6)                                            | Шанти Блэк (1,6)                                                 | [ 4 ]  |
| 2011   | Тиффани Джексон (12,4)                                           | Тиффани Джексон (8,4)                                            | Айвори Латта (3,2)                                               | Айвори Латта (1,2)                                               | Лиз Кэмбидж (0,9)                                                | [ 5 ]  |
| 2012   | Айвори Латта (14,3)                                              | Глори Джонсон (6,8)                                              | Темика Джонсон (4,7)                                             | Глори Джонсон (2,1)                                              | Шанти Блэк (0,6)                                                 | [ 6 ]  |
| 2013   | Лиз Кэмбидж (16,3)                                               | Глори Джонсон (8,9)                                              | Скайлар Диггинс (3,8)                                            | Тиффани Джексон (1,3)                                            | Лиз Кэмбидж (2,4)                                                | [ 7 ]  |
| 2014   | Скайлар Диггинс (20,1)                                           | Кортни Пэрис (10,2)[a]                                           | Скайлар Диггинс (5,0)                                            | Скайлар Диггинс (1,5)                                            | Кортни Пэрис (1,1)                                               | [ 8 ]  |
| 2015   | Скайлар Диггинс (17,8)                                           | Кортни Пэрис (9,3)                                               | Скайлар Диггинс (5,0) Одисси Симс (3,8)[b]                       | Скайлар Диггинс (1,6) Рикуна Уильямс (1,5)[c]                    | Кортни Пэрис (1,2)                                               | [ 9 ]  |

- a  Жирным шрифтом выделен игрок, который выиграл в этом сезоне ту или иную номинацию.
- b  В этом сезоне Диггинс стала лучшей в команде по среднему показателю за игру (5,0), однако провела всего 9 игр из 34, поэтому её результат не учитывался при распределении мест в этой номинации, а первое место в команде заняла Одисси Симс, показатель которой составил всего 3,8 передачи в среднем за игру[9].
- c  В этом сезоне Диггинс стала лучшей в команде по среднему показателю за игру (1,6), однако провела всего 9 игр из 34, поэтому её результат не учитывался при распределении мест в этой номинации, а первое место в команде заняла Рикуна Уильямс, показатель которой составил всего 1,5 перехвата в среднем за игру[9].

## Состав в сезоне 2015
| \| Поз. \| № \| Гражд. \| Имя \| Дата рождения (возраст) \| Рост \| Вес \| Звание \| \| ---- \| -- \| ------ \| --------------- \| ------------------------- \| ------ \| ------ \| ------ \| \| З \| 0 \| \| Одисси Симс \| 13 июля 1992 (33 года) \| 173 см \| 73 кг \| \| \| З \| 1 \| \| Брианна Кисел \| 8 июля 1993 (32 года) \| 170 см \| 56 кг \| \| \| З \| 2 \| \| Рикуна Уильямс \| 28 мая 1990 (35 лет) \| 170 см \| 74 кг \| \| \| Ц \| 3 \| \| Кортни Пэрис \| 21 сентября 1987 (37 лет) \| 193 см \| 113 кг \| \| \| З \| 4 \| \| Скайлар Диггинс \| 2 августа 1990 (34 года) \| 175 см \| 65 кг \| \| \| З \| 12 \| \| Бриттани Гринко \| 24 апреля 1993 (32 года) \| 173 см \| 68 кг \| \| \| З/Ф \| 13 \| \| Карима Кристмас \| 11 сентября 1989 (35 лет) \| 183 см \| 94 кг \| \| \| Ф \| 22 \| \| Пленетт Пирсон \| 31 августа 1981 (43 года) \| 188 см \| 88 кг \| \| \| Ф/Ц \| 24 \| \| Вики Бо \| 21 мая 1989 (36 лет) \| 193 см \| 86 кг \| \| \| Ц \| 32 \| \| Аманда Зауи \| 8 сентября 1993 (31 год) \| 196 см \| 83 кг \| \| \| Ф \| 33 \| \| Тиффани Джексон \| 26 апреля 1985 (40 лет) \| 190 см \| 83 кг \| \| \| Ф \| 35 \| \| Джордан Хупер \| 20 февраля 1992 (33 года) \| 188 см \| 83 кг \| \| \| Ф \| 55 \| \| Тереза Плейзанс \| 18 мая 1992 (33 года) \| 196 см \| 90 кг \| \| | Главный тренер - Фред Уильямс Ассистенты тренера - Бриджет Петтис - Эд Болдуин - Эллисон Расселл Легенда - (К) — Капитан команды Последнее изменение: 15 октября 2015 года |             |                 |                           |        |        |        |
| Поз. | № | Гражд.      | Имя             | Дата рождения (возраст)   | Рост   | Вес    | Звание |
| З | 0 | Флаг США    | Одисси Симс     | 13 июля 1992 (33 года)    | 173 см | 73 кг  |        |
| З | 1 | Флаг США    | Брианна Кисел   | 8 июля 1993 (32 года)     | 170 см | 56 кг  |        |
| З | 2 | Флаг США    | Рикуна Уильямс  | 28 мая 1990 (35 лет)      | 170 см | 74 кг  |        |
| Ц | 3 | Флаг США    | Кортни Пэрис    | 21 сентября 1987 (37 лет) | 193 см | 113 кг |        |
| З | 4 | Флаг США    | Скайлар Диггинс | 2 августа 1990 (34 года)  | 175 см | 65 кг  |        |
| З | 12 | Флаг США    | Бриттани Гринко | 24 апреля 1993 (32 года)  | 173 см | 68 кг  |        |
| З/Ф | 13 | Флаг США    | Карима Кристмас | 11 сентября 1989 (35 лет) | 183 см | 94 кг  |        |
| Ф | 22 | Флаг США    | Пленетт Пирсон  | 31 августа 1981 (43 года) | 188 см | 88 кг  |        |
| Ф/Ц | 24 | Флаг США    | Вики Бо         | 21 мая 1989 (36 лет)      | 193 см | 86 кг  |        |
| Ц | 32 | Флаг Швеции | Аманда Зауи     | 8 сентября 1993 (31 год)  | 196 см | 83 кг  |        |
| Ф | 33 | Флаг США    | Тиффани Джексон | 26 апреля 1985 (40 лет)   | 190 см | 83 кг  |        |
| Ф | 35 | Флаг США    | Джордан Хупер   | 20 февраля 1992 (33 года) | 188 см | 83 кг  |        |
| Ф | 55 | Флаг США    | Тереза Плейзанс | 18 мая 1992 (33 года)     | 196 см | 90 кг  |        |

## Главные тренеры
| Тренер           | Сезоны    | Победы и поражения (процент) | Победы и поражения (процент) | Ссылки |
| Тренер           | Сезоны    | Регулярка                    | Плей-офф                     | Ссылки |
| ---------------- | --------- | ---------------------------- | ---------------------------- | ------ |
| Нолан Ричардсон  | 2010—2011 | 7-38 (15,6)                  | 0-0 (0,0)                    | [ 10 ] |
| Тереза Эдвардс   | 2011      | 2-21 (8,7)                   | 0-0 (0,0)                    | [ 11 ] |
| Гэри Клоппенберг | 2012—2013 | 20-48 (29,4)                 | 0-0 (0,0)                    | [ 12 ] |
| Фред Уильямс     | 2014—2015 | 30-38 (44,1)                 | 0-2 (0,0)                    | [ 13 ] |
| Всего            |           | 59-145 (28,9)                | 0-2 (0,0)                    |        |

## Генеральные менеджеры
- Нолан Ричардсон (2010—2011)
- Тереза Эдвардс (2011)
- Стив Светоха и Гэри Клоппенберг (2012—2013)
- Стив Светоха (2013—2015)

## Зал славы баскетбола
| Игрок       | Позиция                             | Карьера в команде | Год включения | Ссылки |
| ----------- | ----------------------------------- | ----------------- | ------------- | ------ |
| Шерил Свупс | Лёгкий форвард / Атакующий защитник | (2011)            | 2016          | [ 14 ] |

## Зал славы женского баскетбола
| Игрок       | Позиция                             | Карьера в команде | Год включения | Ссылки |
| ----------- | ----------------------------------- | ----------------- | ------------- | ------ |
| Шерил Свупс | Лёгкий форвард / Атакующий защитник | (2011)            | 2017          | [ 15 ] |

## Индивидуальные и командные награды
| Награды[d]                  | Игроки, тренеры и сезоны | Ссылки |
| --------------------------- | ------------------------ | ------ |
| Чемпионка ЖНБА              | нет                      |        |
| Финал ЖНБА                  | нет                      |        |
| Плей-офф ЖНБА               | 1 (2015)                 |        |
| MVP ЖНБА                    | нет                      | [ 16 ] |
| MVP финала ЖНБА             | нет                      | [ 17 ] |
| MVP ASG ЖНБА                | нет                      |        |
| Лучший игрок обороны        | нет                      | [ 18 ] |
| Самый прогрессирующий игрок | Скайлар Диггинс (2014)   | [ 19 ] |
| Спортивное поведение        | нет                      | [ 20 ] |
| Лучший шестой игрок         | Рикуна Уильямс (2013)    | [ 21 ] |
| Лидерские качества          | нет                      | [ 22 ] |
| Лучший новичок              | нет                      | [ 23 ] |
| Лучший тренер               | нет                      | [ 24 ] |

- d  В таблицу включены лишь те призы, которыми награждались игроки за время существования команды.

## Известные игроки
- Кара Брэкстон
- Тиффани Джексон
- Марион Джонс
- Глори Джонсон
- Темика Джонсон
- Скайлар Диггинс
- Шавонте Зеллус
- Линетта Кайзер
- Карима Кристмас
- Лиз Кэмбидж
- Айвори Латта
- Бетти Леннокс
- Николь Пауэлл
- Пленетт Пирсон
- Кортни Пэрис
- Шерил Свупс
- Одисси Симс
- Кэндис Уиггинс
- Рикуна Уильямс
- Алексис Хорнбакл

## Участники матчей всех звёзд
| Год  | Участники матчей всех звёзд                                          | Участники матчей всех звёзд                                          |
| Год  | Стартовый состав                                                     | Резервный состав                                                     |
| ---- | -------------------------------------------------------------------- | -------------------------------------------------------------------- |
| 2010 |                                                                      |                                                                      |
| 2011 |                                                                      | Лиз Кэмбидж                                                          |
| 2012 | Игра не состоялась из-за проведения летних Олимпийских игр в Лондоне | Игра не состоялась из-за проведения летних Олимпийских игр в Лондоне |
| 2013 |                                                                      | Глори Джонсон                                                        |
| 2014 | Скайлар Диггинс                                                      | Глори Джонсон                                                        |
| 2015 | Скайлар Диггинс                                                      | Рикуна Уильямс и Пленетт Пирсон                                      |